# East Liverpool
East Liverpool – miasto w Stanach Zjednoczonych, we wschodniej części stanu Ohio, nad rzeką Ohio. Liczba mieszkańców w 2000 roku wynosiła 13 089.